# Malarico
Malarico (em latim: Malarichus) foi um oficial romano de origem franca do século IV, ativo sob o imperador Constâncio II (r. 337–361). Em 355, reteve ofício de tribuno dos gentis e protestou nas intrigas contra o oficial gaulês Cláudio Silvano. Em 363, enquanto esteve na Itália resolvendo assuntos pessoais, recebeu a proposta do tribuno Memorido, em nome do novo imperador Joviano (r. 363–364), para assumir o ofício de mestre da cavalaria da Gália, então controlado por Jovino. Ele acabou por recusar o posto.